# Campionati mondiali di sollevamento pesi 2022 - 81 kg maschile
Le gare di sollevamento pesi della categoria fino a 81 kg maschile - pesi medi - dei campionati mondiali del 2022 si sono svolte dal 10 all'11 dicembre 2022 a Bogotà presso la Gran Carpa Américas Corferias.

## Programma
L'orario indicato corrisponde a quello colombiano (UTC-05:00)
| Data             | Orario | Evento   |
| ---------------- | ------ | -------- |
| 10 dicembre 2022 | 14:30  | Gruppo C |
| 11 dicembre 2022 | 11:30  | Gruppo B |
| 11 dicembre 2022 | 16:30  | Gruppo A |

## Medagliati
Per ciascun esercizio, i primi tre classificati sono i seguenti:
| Esercizio | Oro              | Oro    | Argento          | Argento | Bronzo         | Bronzo |
| --------- | ---------------- | ------ | ---------------- | ------- | -------------- | ------ |
| Strappo   | Li Dayin         | 171 kg | Rejepbaý Rejepow | 164 kg  | Kim Woo-jae    | 162 kg |
| Slancio   | Rejepbaý Rejepow | 202 kg | Li Dayin         | 201 kg  | Andrés Caicedo | 197 kg |
| Totale    | Li Dayin         | 372 kg | Rejepbaý Rejepow | 366 kg  | Kim Woo-jae    | 357 kg |

## Record
Prima di questa competizione, i record mondiali esistenti erano i seguenti:
| Record mondiale | Strappo | Li Dayin     | 175 kg | Tashkent, Uzbekistan | 21 aprile 2021    |
| Record mondiale | Slancio | Karlos Nasar | 208 kg | Tashkent, Uzbekistan | 12 dicembre 2021  |
| Record mondiale | Totale  | Lü Xiaojun   | 378 kg | Pattaya, Thailandia  | 22 settembre 2019 |

## Risultati
| Pos. | Atleta                           | Gr. | Peso atleta | Strappo (kg) | Strappo (kg) | Strappo (kg) | Strappo (kg) | Slancio (kg) | Slancio (kg) | Slancio (kg) | Slancio (kg) | Totale |
| Pos. | Atleta                           | Gr. | Peso atleta | 1            | 2            | 3            | Pos.         | 1            | 2            | 3            | Pos.         | Totale |
| ---- | -------------------------------- | --- | ----------- | ------------ | ------------ | ------------ | ------------ | ------------ | ------------ | ------------ | ------------ | ------ |
|      | Li Dayin (CHN)                   | A   | 80.70       | 167          | 171          | 174          |              | 196          | 201          | 201          |              | 372    |
|      | Rejepbaý Rejepow (TKM)           | A   | 80.70       | 164          | 168          | 169          |              | 195          | 202          | 209          |              | 366    |
|      | Kim Woo-jae (KOR)                | A   | 80.80       | 155          | 160          | 162          |              | 190          | 194          | 195          | 5            | 357    |
| 4    | Marin Robu (MDA)                 | A   | 80.80       | 161          | 165          | 165          | 4            | 190          | 197          | 197          | 7            | 351    |
| 5    | Oscar Reyes (ITA)                | A   | 80.40       | 155          | 160          | 160          | 7            | 187          | 192          | 196          | 4            | 351    |
| 6    | Andrés Caicedo (COL)             | A   | 80.90       | 148          | 153          | 155          | 10           | 188          | 193          | 197          |              | 345    |
| 7    | Mukhammadkodir Toshtemirov (UZB) | A   | 80.60       | 156          | 160          | 163          | 5            | 186          | 186          | 187          | 9            | 343    |
| 8    | Yelaman Seitkazy (KAZ)           | A   | 80.50       | 151          | 156          | 160          | 6            | 186          | 186          | 191          | 10           | 342    |
| 9    | Gustavo Maldonado (COL)          | A   | 80.60       | 148          | 148          | 152          | 11           | 185          | 188          | 191          | 6            | 339    |
| 10   | Iván Escudero (ECU)              | B   | 80.80       | 145          | 150          | 153          | 9            | 183          | 190          | 191          | 11           | 336    |
| 11   | Ogabek Tukhtaev (UZB)            | B   | 80.50       | 139          | 144          | 146          | 12           | 180          | 186          | 191          | 13           | 326    |
| 12   | Darvin Castro (VEN)              | B   | 80.50       | 140          | 145          | 145          | 14           | 180          | 186          | 186          | 12           | 325    |
| 13   | Travis Cooper (USA)              | B   | 80.90       | 140          | 144          | 146          | 15           | 175          | 180          | 185          | 14           | 324    |
| 14   | Chris Murray (GBR)               | B   | 80.80       | 140          | 140          | 145          | 13           | 175          | 179          | 180          | 17           | 320    |
| 15   | Irmantas Kačinskas (LTU)         | B   | 80.60       | 138          | 142          | 143          | 16           | 165          | 169          | 172          | 20           | 312    |
| 16   | Javier González (ESP)            | B   | 80.80       | 138          | 143          | 145          | 17           | 166          | 171          | 174          | 18           | 312    |
| 17   | Samuel Guertin (CAN)             | B   | 80.20       | 135          | 140          | 140          | 18           | 168          | 172          | 176          | 16           | 311    |
| 18   | Dante Pizzuti (ARG)              | B   | 80.00       | 130          | 135          | 135          | 19           | 168          | 171          | 171          | 21           | 303    |
| 19   | Josué Aguilar (MEX)              | C   | 80.80       | 127          | 131          | 131          | 22           | 166          | 171          | 175          | 19           | 298    |
| 20   | Matthew McCullough (USA)         | C   | 74.90       | 130          | 130          | 130          | 21           | 156          | 160          | 165          | 22           | 290    |
| 21   | Žilvinas Žilinskas (LTU)         | C   | 79.80       | 125          | 130          | 133          | 20           | 155          | 159          | 160          | 23           | 288    |
| 22   | Goran Ćetković (CRO)             | C   | 79.20       | 120          | 126          | 126          | 24           | 150          | 155          | 155          | 24           | 275    |
| 23   | Omarie Mears (JAM)               | C   | 80.70       | 120          | 124          | 127          | 23           | 145          | 150          | 150          | 25           | 274    |
| 24   | Shammah Noel (GUY)               | C   | 78.90       | 85           | 90           | 90           | 25           | 105          | 112          | 118          | 26           | 202    |
| —    | Andrés Mata (ESP)                | A   | 80.90       | 153          | 153          | 153          | —            | 185          | 190          | 195          | 8            | —      |
| —    | Nicolas Vachon (CAN)             | B   | 80.80       | 138          | 138          | 138          | —            | 171          | 179          | 185          | 15           | —      |
| —    | Mirmostafa Javadi (IRI)          | A   | 80.20       | 155          | 161          | 162          | 8            | 196          | 197          | 198          | —            | —      |
| —    | Shi Zhiyong (CHN)                | A   | 74.90       | —            | —            | —            | —            | —            | —            | —            | —            | —      |
| —    | Chuang Sheng-min (TPE)           | B   | 79.90       | —            | —            | —            | —            | —            | —            | —            | —            | —      |